# Rogatives
Les rogatives són pregàries solemnes demanant protecció per la fertilitat dels camps.
Principalment les rogatives es fan per demanar pluja ‘pro pluviam’, però també per demanar que s'acabi. A vegades per a buscar remei a plagues del camp, etc.
El "temps", primordial per l'agricultura…s'escapa encara del control de la tècnica, ara per ara incapaç de fer ploure quan convé i on convé.

## Origen
Es perd en el temps. En la Roma antiga es feien festes en honor de la deessa Robigo o Robigus amb processons pels camps per tal que tingués cura dels prats. Coincidint amb les dates del calendari, el catolicisme invocà després a sant Marc (25 d'abril) amb la mateixa finalitat, establint una litúrgia: lletanies dels sants, processó i benedicció del terme de cada parròquia. Les "Robigalies" es converteixen en rogatives.
Per a dominar "el temps" l'home acut als déus. És així com els sacerdots de totes les religions han intervingut com a mitjancers entre el poble i els déus.

## Organització d'una rogativa
Quan hi ha una angoixa, els representats ó caps del pobles dirigeixen una súplica a la clerecia. Aquesta estudia la conveniència, el programa de l'actuació i el grau de necessitat. En funció d'aquest estudi s'organitza la pregària.
Centrant-nos ja en l'àmbit del cristianisme, i per demanar pluja, s'estableixen els següents graus:
1r. Una oració extraordinària a algun sant, normalment intercalada en un ofici 
ordinari, per exemple la missa.
2n. Si no s'acaba la sequera, es busca un sant de categoria superior, i es fa 
més viva la pregària davant de la imatge plantada a l'altar major ó exposant alguna relíquia.
3r. S'organitza una processó pel poble presidida per la imatge del sant.
4t. Es porta el sant fins a una zona on hi ha aigua, per exemple el mar, un riu, 
una bassa... i se’l submergeix per tal que "capti" que el prec és urgent. Naturalment així les imatges es malmeten i la superioritat va prohibir aquest ritu.
5è. En casos molt extrems i també molt rars, s'organitza una peregrinació a algun santuari important.

## Meteorologia pretèrita
Els protocols de les rogatives, queden registrats en els arxius de les parròquies i en les actes de les assemblees de les confraries. Encara que molts arxius parroquials han sofert vandalisme i que molts arxius de confraries tutelats pel respectiu secretari, s'han esllanguit i perdut en hores baixes, n'han perdurat d'altres. El material del que es disposa permet avui estudiar els cicles de sequeres i establir-ne un ordre d'importància subjectiva de cinc graus. A aquestes dades es poden afegir les llistes de danys produïts per aiguats, existents en els arxius municipals. Cal cercar anotacions respecte a pèrdues humanes, de caps de bestiar i altres desgavells en les vies de comunicació, caigudes de ponts, etc. La combinació ben ponderada de les dades permet una visió en perspectiva del moment clima present, que no és altra cosa que el moment més proper del passat.

## Algunes dades referides a Catalunya
- En el s. XVI les rogatives per pluja es repeteixen amb una cadència d'uns vint anys i desapareixen cap al final de segle coincidint amb un període d'inundacions.
- El XVII té una primera meitat de grans pluges, encara que el 1608 la cofraria de la Sang de Tarragona va sortir en rogativa de grau 5.
- La cadència de les rogatives en el s. XVIII fins a mig XIX és ràpida, l'interval podria estimar-se en menys de deu anys.
- A mig segle xix hi ha un altre període d'inundacions, al que segueix a finals de segle altra vegada la sequera.
- Hi ha indicis de què després de períodes plujosos creixen les rogatives per combatre les plagues, en general d'erugues.

Quan s'entra en el segle xx la meteorologia es converteix en ciència i les dades queden sistematitzades. Tot i així, aquesta ciència, que ha començat a descobrir la lògica de l'encadenament de fets, està encara lluny de controlar els fenòmens.
Les rogatives s'han anat repetint fins ara mateix.